# Krzysztof Luks
Krzysztof Tadeusz Luks (ur. 23 lutego 1946 w Elblągu) – polski ekonomista i nauczyciel akademicki, profesor nauk ekonomicznych, poseł na Sejm II kadencji, były wiceminister transportu.

## Życiorys
Ukończył w 1968 studia na Wydziale Morskim Wyższej Szkoły Ekonomicznej w Sopocie. Uzyskiwał następnie stopnie doktora i doktora habilitowanego. W 1990 otrzymał tytuł profesora nauk ekonomicznych, specjalizuje się w zakresie ekonomiki transportu morskiego i portów. Zawodowo był związany z Uniwersytetem Szczecińskim. Prowadził zajęcia w Szkole Wyższej im. Pawła Włodkowica i na Uniwersytecie Warmińsko-Mazurskim w Olsztynie. Był pracownikiem naukowym Instytutu Morskiego w Gdańsku, Akademii Morskiej w Gdyni oraz Państwowej Wyższej Szkoły Zawodowej w Elblągu.
W 1993 został posłem II kadencji wybranym z listy Unii Demokratycznej w okręgu elbląskim. Zasiadał m.in. w Komisji Transportu, Łączności, Handlu i Usług, Komisji Stosunków Gospodarczych z Zagranicą oraz Komisji Obrony Narodowej. W 1997 nie ubiegał się o reelekcję, w tym samym roku w rządzie Jerzego Buzka z rekomendacji Unii Wolności objął stanowisko podsekretarza stanu w Ministerstwie Transportu i Gospodarki Morskiej.
Zdymisjonowano go w 1999 w związku ze wszczętym procesem lustracyjnym. W 2000 został prawomocnie uznany przez Sąd Apelacyjny w Warszawie za tzw. kłamcę lustracyjnego.

## Publikacje
- Ekonomiczne metody koordynacji pracy głównych uczestników obrotu portowego, 1974.
- Morze oknem na świat. Handel zagraniczny i transport morski Polski, 1978.
- Problemy współczesnej żeglugi morskiej (współautor), 1980.
- Prywatyzacja w polskich portach morskich (współautor), 1994.
- Transport morski w polityce transportowej państwa (współautor), 2001.
- Węzłowe problemy funkcjonowania i rozwoju portów morskich (współautor), 1988.
- Zasady koordynacji obrotu portowego (współautor), 1975.